# Гурик, Иосиф Васильевич
Ио́сиф Васи́льевич Гу́рик (25 октября 1925 — 31 декабря 2013) — советский и российский работник сельского хозяйства, c 1959 по 1985 год — председатель колхоза имени Ленина (Казатинский район, Винницкая область, Украинская ССР). Герой Социалистического Труда (8 апреля 1971 года).

## Биография
Родился 25 октября 1925 года в селе Шарапановка, ныне расположенного на территории Крыжопольского района Винницкой области Украины в крестьянской семье. По национальности — украинец. После окончания школы-семилетки трудился в колхозе.
Участник Великой Отечественной войны. 31 января 1944 года был призван в ряды Красной Армии, а 23 февраля 1944 года был направлен в действующую армию. Воевал на 2-м и 3-м Украинских фронтах в составе зенитно-пулемётной роты 30-й гвардейской механизированной бригады в должности помощника наводчика зенитного пулемёта ДШК. 10 июня 1944 года в ходе боев под городом Яссы получил тяжелое ранение, но после лечения продолжил дальнейшую службу. Принимал участие в советско-японской войне. В 1950 году был демобилизован.
После демобилизации вернулся в родное село, и вскоре поступил на курсы бригадиров тракторных бригад в селе Ольгополь Чечельницкого района Винницкой области, после окончания которых продолжил трудиться в колхозе. В 1953 году окончил сельскохозяйственный техникум в селе Верховка Тростянецкого района Винницкой области по специальности «механик» и был направлен на работу в Белопольскую машинно-тракторную станцию, расположенную в Казатинском районе Винницкой области в качестве механика-контролера. Затем был переведён на должность заведующего отделением Самгородокской машинно-тракторной станции, расположенной в том же районе.
В 1959 году возглавил отстающий колхоз имени Ленина, находившийся на территории Казатинского района Винницкой области. Управлял данным хозяйством более 25 лет. Начав с подъёма растениеводства, через несколько лет добился урожаев пшеницы выше среднего уровня по району. Так, урожайность сахарной свеклы в колхозе превысила 600 центнеров с гектара. Именно по инициативе Гурика в руководимом им колхозе была создана садово-огородная бригада, а благодаря полученным государственным кредитам колхоз закупил новые трактора, провел строительство животноводческих ферм.
Также в руководимом Иосифом Гуриком колхозе проводилась большая селекционная работа, что позволило повысить ежедневные надои до 10 литров на корову. Был создан откормочный пункт, который в качестве кормов использовал отходы производства местного сахарозавода. Благодаря этому за короткий срок удалось довести поголовье скота до 7 тысяч. Объём сельскохозяйственной продукции достиг столь высокого уровня, что к колхозу были проложены железнодорожные подъездные пути. Следующей инициативой Иосифа Гурика стало создание птицефермы, благодаря функционированию которой уже через несколько лет на ферме было 40 тысяч кур-несушек, дававших более миллиона яиц в год. За счет колхоза в селе была построена двухэтажная школа, медпункт, перестроен клуб, а также заасфальтированы улицы и дороги.
8 апреля 1971 года, Указом Президиума Верховного Совета СССР за выдающиеся успехи, достигнутые в развитии сельскохозяйственного производства и выполнении пятилетнего плана продажи государству продуктов земледелия и животноводства, Иосифу Васильевичу Гурику было присвоено звание Героя Социалистического Труда с вручением ордена Ленина и золотой медали «Серп и Молот».
С 1985 года — персональный пенсионер союзного значения.
Скончался 31 декабря 2013 года на 89-м году жизни. Был похоронен в родном селе Махаринцы (Казатинский район, Винницкая область, Украина).

## Награды и звания
- Герой Социалистического Труда (8 апреля 1971 года)
- орден Ленина (8 апреля 1971 года)
- орден Октябрьской Революции
- орден Трудового Красного Знамени
- орден Отечественной войны II степени
- орден «Знак Почёта»
- орден Красной Звезды (17 февраля 1945 года)
- медаль «За боевые заслуги» (25 мая 1945 года)
- другие медали